# Emilio Coco
Emilio Coco (San Marco in Lamis, 1940) es poeta, hispanista y traductor italiano.

## Biografía
Emilio Coco nació en San Marco in Lamis (Foggia, Italia), donde reside actualmente. Es licenciado en ‘’Lingue e Letterature Straniere‘’ por la Universidad Orientale de Nápoles en 1963. Su tesis versó sobre el Teatro de Azorín. 
Ha publicado varios libros de poesía: Il tardo amore, LietoColle, Faloppio, 2008, Premio Caput Gauri, 2008; Il dono della notte, Passigli Poesia, Bagno a Ripoli, 2009, Premio Alessandro Ricci-Città di Garessio, Premio Città di Adelfia y Premio Metauro; Ascoltami Signore, Edizioni dell’Orso, Alessandria, 2012, entre otros. 
Ha sido traducido al inglés, español, portugués, gallego, francés, húngaro, turco, lituano, corso, árabe. 
Ha obtenido en Italia los siguientes premios: "Annibal Caro", "Torri di Quartesolo", "Proa" a la Trayectoria Poética, y el premio del Jurado "Alda Merini". 
Ha sido traducido al inglés, español, portugués, gallego, francés, húngaro, turco, lituano, corso, árabe y sus obras han sido incluidas en antologías de poesía italianas y extranjeras.
Ha traducido y publicado a numerosos poetas italianos, entre ellos Mario Luzi, Fabio Doplicher, Antonio Facchin, Patrizia Cavalli, Cristanziano Serricchio, Franco Manzoni, Maria Luisa Spaziani, Antonella Anedda, Donatella Bisutti, Paolo Ruffilli, Rodolfo Di Biasio, Eugenio De Signoribus, Corrado Calabrò, Umberto Piersanti, Achille Serrao, Piera Mattei, M. Teresa Santalucia Scibona; poetas españoles y latinoamericanos, entre ellos Luis Alberto de Cuenca, Jaime Siles, Luis García Montero, María Victoria Atencia , Homero Aridjis, Marco Antonio Campos, Hugo Gutiérrez Vega, José Ángel Leyva, y a poetas lituanos y corsos. Desde 1986 es editor de las colecciones de poesía I Quaderni della Valle e I Quaderni di Abanico. Desde 2009 también es director de la colección Uni-Versi. Colabora en las revistas de poesía italianas Pagine y Proa Italia, en la española Salina y en la mexicana La Otra, de cuyo comité de redacción forma parte. Es miembro del grupo de traductores de "Els Plecs del Magnànim" de Valencia.

## Traducciones de poetas en

### Antologías de poesía italiana.
- Alientos de luz, El Toro de Barro, Carboneras de Guadazaón, 1990, 80.
- Veinticinco años de poesía en Italia (De la neovanguardia a nuestros días), Paralelo 38, Córdoba, 1990, 228. I
- Poesía italiana contemporánea, Colección Deva, Ateneo Obrero de Gijón, Gijón, 1991, 168.
- Fior da fiore (la poesía italiana ante el nuevo milenio), Los cuadernos de Sandua, Caja Sur Publicaciones, Córdoba, 2000, 48.
- Poesía italiana contemporánea (Doce poetisas), Colección Torremozas, Madrid, 2000, 120.
- El fuego y las brasas. Poesía italiana contemporánea (Antología), Celeste Sial, Madrid, 2001, 372.
- Poesía italiana actual. Los poetas vengan a los niños, Fugger Poesía, Sial Ediciones, Madrid, 2002, 208.
- Jardines secretos. Joven Poesía Italiana, Sial, Madrid, 2008, 292.
- Antología de la poesía italiana contemporánea, La Cabra Ediciones, Ciudad de México, 2010, 298.
- Poesie di andata e ritorno (Puglia-Buenos Aires)/Poesías de ida y vuelta (Argentina-Italia)", Amerian Editores, Buenos Aires, 2013, 162.
- Vuela alta palabra  (Sesenta años de poesía en Italia. De la neovanguardia a nuestros días)", Caza de libros editores. Agenda Cultural Gimnasio Moderno, Bogotá, 2015.

### Antologías de poesía española.
- Sei poeti andalusi, en Poesia delle metamorfosi. Antologia e proposte critiche, Quaderni di Stilb, Roma, 1984, 539-554.
- Cinque pesetas di stelle. Antologia della nuova poesia spagnola, La Vallisa, Bari, 1985, 68.
- Abanico. Antologia della poesia spagnola d’oggi, Edizioni Levante, Bari, 1986, 320, edición bilingüe.
- Concerto Piccolo. Poesia spagnola oggi, Antonio Pellicani Editore, Roma, 1988, 52.
- Il nuovo panorama spagnolo, en Antologia europea. Le prospettive attuali della poesia in Europa, Quaderni di Stilb, Avezzano, 1991, 37-146.
- Antologia della poesia basca contemporanea, Crocetti Editore, Milano, 1994, 304.
- La poesia della Spagna mediterranea, en Approdi. Antologia di poesia mediterranea, Marzorati Editore, Milano, 1996, 13-75.
- La voce che ci parla (Antologia di poesia europea contemporanea), Centro Culturale “Gino Baratta”, Archivio della Poesia del ‘900, Comune di Mantova, 2005, 21-50.
- Poeti spagnoli contemporanei, Edizioni dell’Orso, Alessandria, 2008, 722.
- Trentaquattro poeti catalani per il XXI secolo, Raffaelli Editore, Rimini, 2014, 528.

### Antologías de poesía latinoamericana.
- Antologia della poesia argentina contemporanea, Sentieri Meridiani Edizioni, Foggia, 2007, 176.
- Antologia della poesia messicana contemporanea, Sentieri Meridiani Edizioni, Foggia, 2009, 388.
- La parola antica. Poeti indigeni messicani contemporanei, Edizioni dell’Orso, Alessandria, 2010, 184.
- 22 poeti nicaraguensi, Quaderni di Proa, n. 4, 2011, 38.
- Antologia della poesia ecuadoriana contemporanea, Sentieri Meridiani Edizioni, Foggia, 2012, 1529.
- 17 poeti della Repubblica Dominicana, Quaderni di Proa, n. 5, 2012, 429.
- Dalla parola antica alla parola nuova. Ventidue poeti messicani d’oggi, Raffaelli Editore, Rimini, 2012, 284.
- Con il fuoco del sangue. Trentadue poeti colombiani d’oggi, Raffaelli editore, Rimini, 2015, pp. 440..

### Otras antologías
- Antologia della poesia corsa d’oggi, Edizioni dell’Orso, Alessandria, 2005, 164.
- Quel sussurro di nordiche erbe. Antologia della poesia lituana contemporanea, Levante Editori, Bari, 2006, 112.

## Ensayos
- La poesía de Juana Castro, Trayectoria de Navegantes, Córdoba, 1992.
- Teatro spagnolo contemporaneo, 3 vol., Edizioni dell’Orso, Alessandria, 1998-2004.